# Сан-Джерардо-Майелла (титулярная церковь)
Титулярная церковь Сан-Джерардо-Майелла (лат. Titulus Sancti Gerardi Maiella) — титулярная церковь была создана Папой Иоанном Павлом II в 1994 году. Титул принадлежит приходской церкви Сан-Джерардо-Майелла, которая основана 20 апреля 1978 года и расположенной в квартале Рима Пренестино-Лабикано, на виа Ромоло Болцани.

## Список кардиналов-священников титулярной церкви Сан-Джерардо-Майелла
- Казимир Свёнтек, (26 ноября 1994 — 21 июля 2011, до смерти);
- Рубен Дарио Саласар Гомес (24 ноября 2012 — по настоящее время).